# 罗曼尼亚
罗曼尼亚是塞族共和国东部的一个山脉及地区。
最高峰为海拔1,652米的大卢波格拉夫峰（Велики Лупоглав）。

## 词源
“罗曼尼亚”一词意为“罗马人的土地”。

## 历史
1991年9月，罗曼尼亚塞族自治区（САО Романија）成立，并在次年塞族共和国（成立初期名为波斯尼亚和黑塞哥维那塞尔维亚人共和国）成立时成为其一部分。